# Geoperingueyia agnatha
Geoperingueyia agnatha är en mångfotingart som beskrevs av Karl Wilhelm Verhoeff 1940. Geoperingueyia agnatha ingår i släktet Geoperingueyia och familjen storjordkrypare. Inga underarter finns listade i Catalogue of Life.